# TAROM
TAROM(루마니아어: Transporturile Aeriene Române, 영어: TAROM Romanian Air Transport) 또는 타롬 항공은 부쿠레슈티에 본사를 두고 있는 루마니아의 항공사로 허브 공항은 헨리 코안더 국제공항이다. TAROM(타롬)은 "루마니아 항공 운송"(루마니아어: Transporturile Aeriene Române)의 루마니아어 약칭이다.

## 역사
1920년 CFRNA(루마니아어: Romanian Company for Air Navigation)라는 이름으로 설립하였다. 초기에 중앙 유럽의 여러 도시를 거쳐 부쿠레슈티와 파리를 연결하는 여객과 우편 수송 서비스를 제공했으며 1926년 사명을 CIDNA로 바꾸었다. 제2차 세계대전 이후 소련이 동유럽에 영향력을 확대하면서 1945년 소련과 루마니아 합작 회사인 TARS으로 사명이 변경되었다. 1954년 소련이 지분을 모두 사들여 현재의 사명으로 변경했다. 1991년 소련의 붕괴로 루마니아 국영 항공사가 되었으나 경영의 어려움을 겪다가 2000년대 이후 수익을 내고 있다. 2007년에 전년도에 비해 32% 늘어난 169만 명의 여객 수송을 기록했는데 이는 유럽에서 브뤼셀 항공에 이어 두 번째로 높은 성장률이다. 2009년 대한항공이 주도하는 항공 동맹인 스카이팀에 가입했다.

## 운항 노선
- 2012년 8월 기준으로 TAROM은 다음과 같은 노선을 운항하고 있다.[2][3][4]

### 코드쉐어 협정
- TAROM은 다음과 같은 항공사와 코드쉐어 협정을 체결하고 있다.[5]

| - ITA 항공 - KLM (스카이팀) - 로얄 요르단 항공 (원월드) - 불가리아 항공 - 브뤼셀 항공 (스타 얼라이언스) - 아에로플로트 (스카이팀) - 에게 항공 (스타 얼라이언스) - 에어발틱 - 에어 세르비아 - 에어 유로파 (스카이팀) | - 에어 프랑스 (스카이팀) - 중동항공 (스카이팀) - 터키항공 (스타 얼라이언스) |  |

## 보유 기종
- 2024년 10월 기준으로 TAROM은 다음과 같은 기종을 보유하고 있으며 평균 기령은 12.2년이다.[6][7]

## 사진

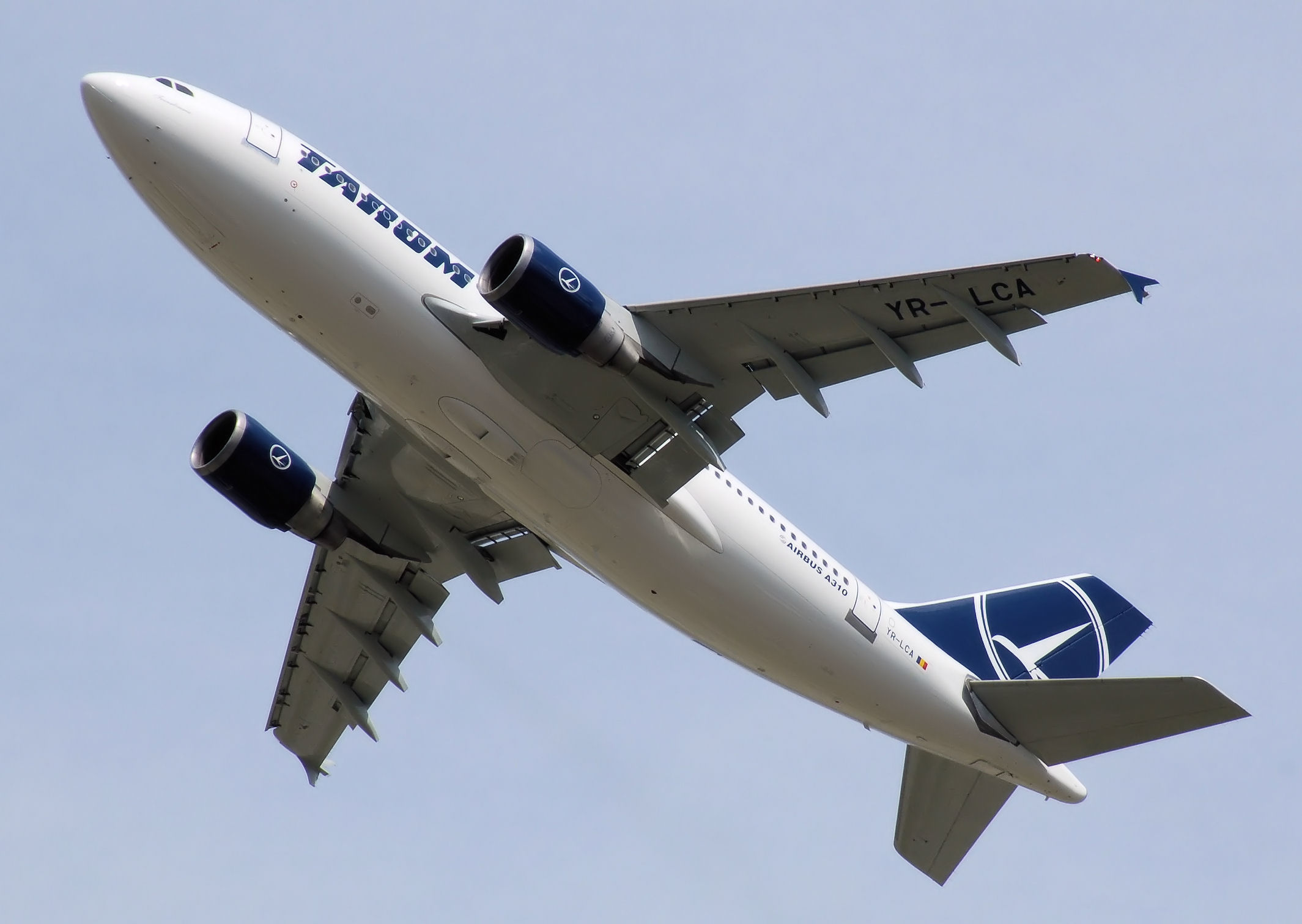
TAROM(타롬 항공)의 에어버스 A310-300
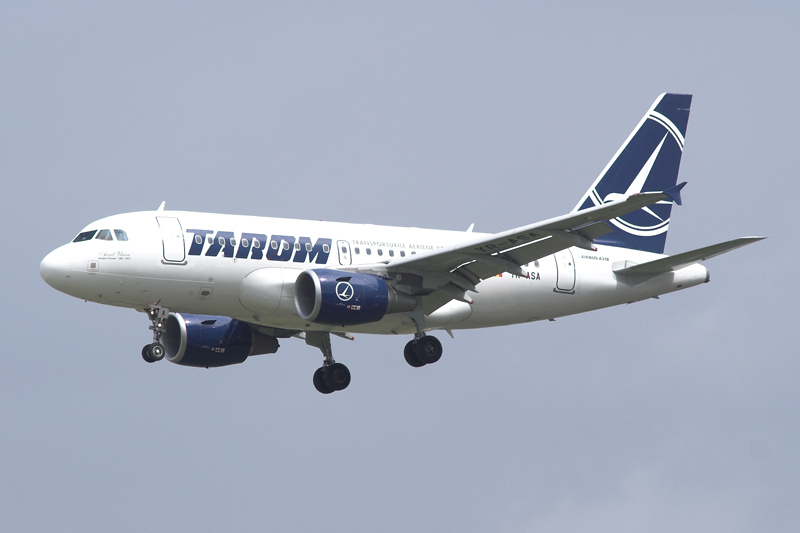
TAROM(타롬 항공)의 에어버스 A318-111
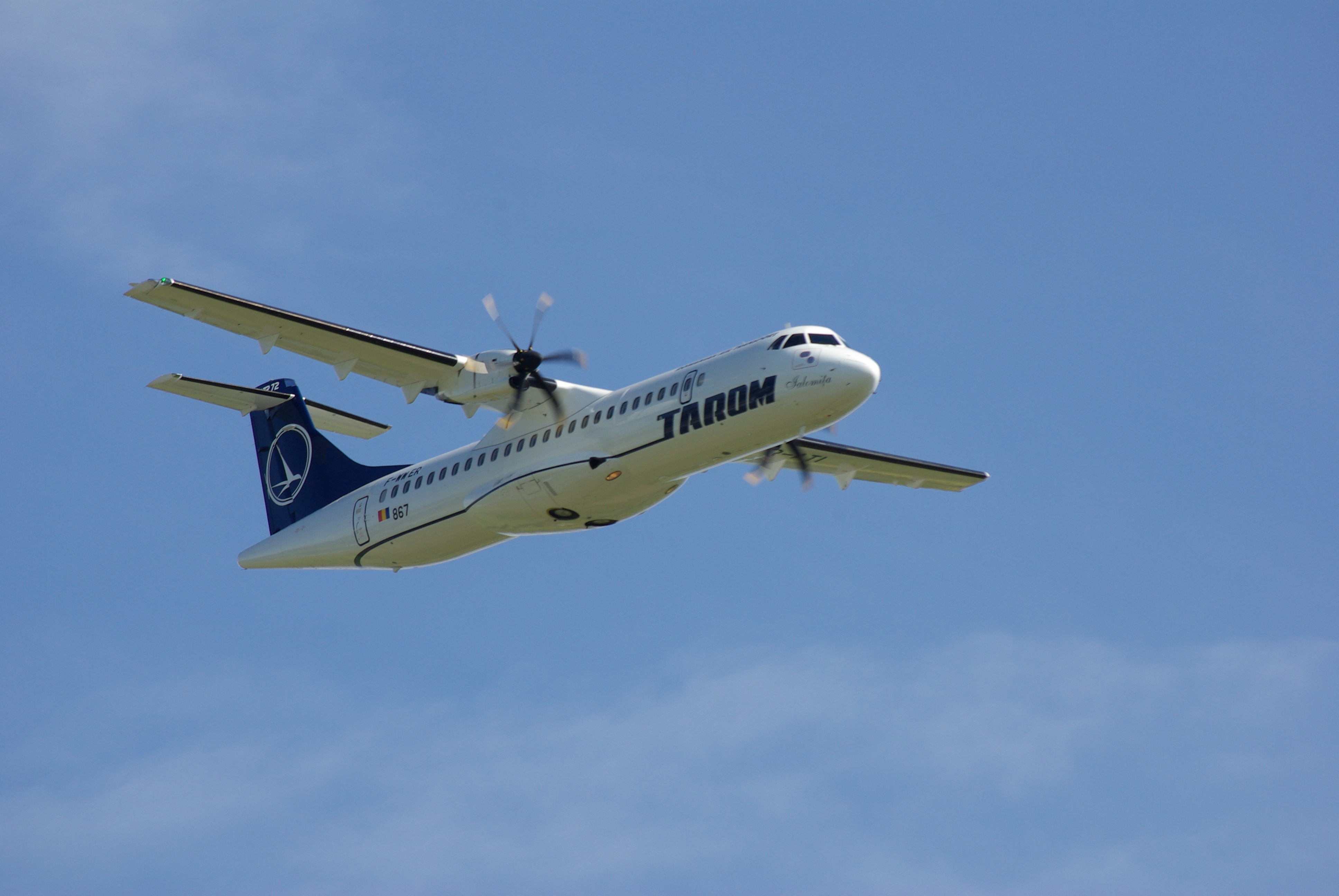
TAROM(타롬 항공)의 ATR 72-500
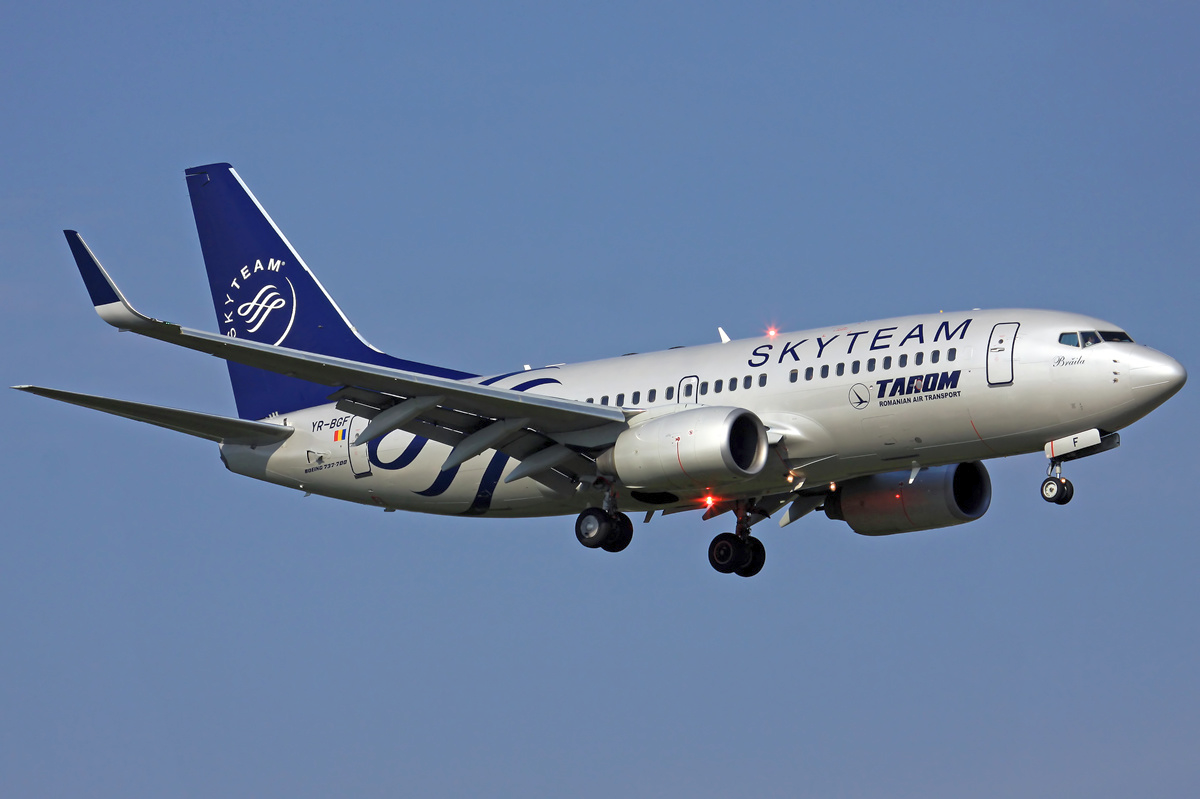
스카이팀 도장을 적용한 TAROM(타롬 항공)의 보잉 737-700
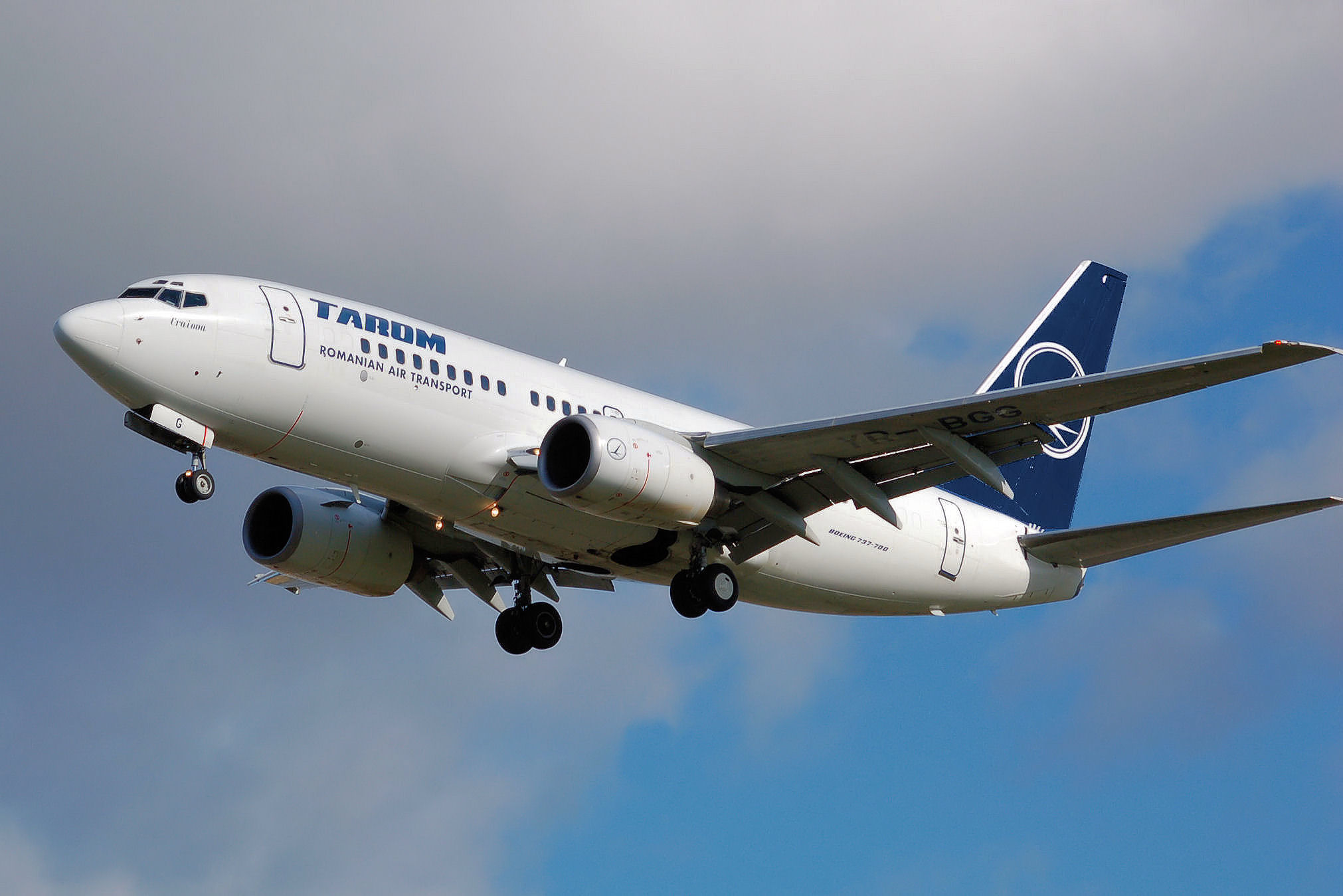
TAROM(타롬 항공)의 보잉 737-700